# 木幡陽
木幡 陽（こばた あきら、1933年3月17日 - ）は、日本の生化学者。薬学博士。東京大学名誉教授。東京都老人総合研究所名誉所長。北海道根室市出身。

## 略歴
- 1956年 東京大学医学部薬学科卒業
- 1962年 東京大学より薬学博士の学位を授与される
学位論文「母乳と牛乳のNucleotideの比較研究」
- 1971年 神戸大学医学部教授
- 1982年 東京大学医科学研究所教授
- 1990年4月 東京大学医科学研究所長（1992年3月まで）
- 1993年4月 東京都老人総合研究所所長（2000年3月まで）

## 受賞
- 日本薬学会奨励賞（1963年）

「母乳と牛乳のヌクレオチドの比較研究」
- 東レ科学技術賞（1985年度）

「糖蛋白質糖鎖の微量構造決定法の開発とその応用」
- アメリカ化学会Claude S. Hudson賞（1992年）
- 日本薬学会学術賞（1992年）

「糖蛋白質Ｎ－結合糖鎖の糖鎖生物学的研究」
- 日本学士院賞（1992年）

「糖タンパク質糖鎖の構造と機能に関する研究」

## 叙位・叙勲
- 瑞宝中綬章（2008年）

## 学会および社会における活動
- 2003年　財団法人野口研究所顧問
- 日本生化学会名誉会員（1998年-）
- 日本医用マススペクトル学会功労会員（2000年-）
- 日本分子腫瘍マーカー研究会名誉会員（1999年-）
- 日本糖質学会名誉会員（1999年-）
- 日本糖鎖科学コンソーシアム顧問
- 生化学工業株式会社顧問（2000年-2003年）